# Chitaura elegans
Espèce
Chitaura elegans est une espèce d'insectes orthoptères de la famille des Acrididae et de la sous-famille des Oxyinae. Elle est trouvée sur l'île des Célèbes au niveau de l'archipel d'Indonésie.
Deux sous-espèces sont connues:
- Chitaura elegans diluta Ramme, 1941
- Chitaura elegans elegans Ramme, 1941